# Zalmzwam
De zalmzwam (Rhodotus palmatus) is een schimmel behorend tot de familie Physalacriaceae. Hij leeft saprotroof en veroorzaakt witrot, op dode, staande en liggende stammen van iepen (Ulmus), maar ook op andere zachte loofhoutsoorten. Vruchtlichamen groeien afzonderlijk of in groepen van 2-3 samen. In de gematigde zone van Europa verschijnen fruitlichamen voornamelijk van augustus tot november.

## Kenmerken
Hoed
De hoed heeft een diameter 1,5 tot 9 cm. Het is helder roze-zalmkleurige, geleiachtig bedekt en bij jonge vruchtlichamen duidelijk bekleed met een net van witte nerven.
Lamellen
De lamellen zijn aangehecht tot 11 mm breed, niet gevorkt, lichtroodachtig, niet vlekkend.
Steel
De steel heeft een lengte van 1,5 tot 3 cm en een dikte van 0,4–1 cm. Het oppervlak is doorg, bedekt met een heel dun laagje korte, verticale, fijne, witte haartjes die gemakkelijk weggeveegd kunnen worden.
Vlees
Het vlees is lichtroze tot crème. De smaak is bitter en de geur is niet karakteristiek tot ietwat fruitig.
Sporenprint
De sporenprint is roze. 

### Microscopische kenmerken
Het basidium is knotsvormig, 4-sporig en meet 33,6–43,2 × 5,6–8 μm. De inhoud hiervan is fijnkorrelige met talrijke grote olieachtige druppels. In KOH is het doorzichtig. De basidiosporen zijn bolvormig tot eivormig, dunwandig, papillair, 6–8,7 × 6–7,4 µm, hyaliene in KOH en inamyloïde. Deze zwam heeft geen pleurocystidia. De cheilocystidia zijn wel talrijk aanwezig en 27,2–48 × 13–25 μm groot, spoelvormig tot flesvormig met uitzonderlijk lange en smalle basidia, gladde, dunne wanden. Ze kleuren lichtgeel in Melzers reagens.

## Verspreiding
De zalmzwam wordt gevonden in veel landen in Europa (inclusief Scandinavië), Noord-Afrika, Oost-Noord-Amerika en Canada, Korea en Japan. Een soort met een circumboreaal verspreidingsgebied.
In Nederland komt de zalmzwam vrij algemeen voor. Hij staat niet op de rode lijst en is niet bedreigd.